# Saint-Julien-de-Bourdeilles
Saint-Julien-de-Bourdeilles är en kommun i departementet Dordogne i regionen Nouvelle-Aquitaine i sydvästra Frankrike. Kommunen ligger i kantonen Brantôme som tillhör arrondissementet Périgueux. År 2015 hade Saint-Julien-de-Bourdeilles 85 invånare.

## Befolkningsutveckling
Antalet invånare i kommunen Saint-Julien-de-Bourdeilles
Referens:INSEE